# Jaroslav Jevdokimov
Jaroslav Oleksandrovič Jevdokimov (uk. Ярослав Олександрович Євдокимов), ukrajinski baritonist, * 22. november 1946, Rovno, Ukrajina.

## Diskografija
- 1988 — Vse sbudetsja
- 1994 — Ne rvi rubaču (CD)
- 2002 — Jaroslav Jevdokimov. Fantaser (CD)
- 2002 — Jaroslav Jevdokimov. Zeluju tvoju ladon (CD)
- 2006 — Jaroslav Jevdokimov. Sa beloju rekoj (CD)
- 2008 — Jaroslav Jevdokimov & Sladka Jagoda (CD)
- 2012 — Jaroslav Jevdokimov. Vosvraschenije v osen (CD)

## Mediaarhiv
;
;
;
;
;
;
;
;
;
 Arhivirano 2014-07-14 na Wayback Machine.;
;
;
 Arhivirano 2015-07-13 na Wayback Machine.;
 Arhivirano 2014-11-01 na Wayback Machine.;
;
;
;